# 亚契人

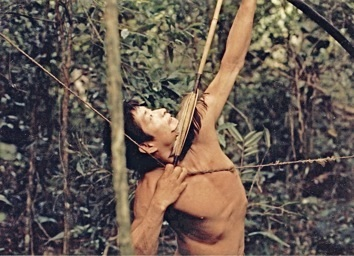
亚契人

亚契人是巴拉圭的原住民族，他们以狩猎采集的方式在巴拉圭东部地区生活，现人口约1500人，主要使用亚契语和西班牙语。